# Power Play: Tesla, Elon Musk, and the Bet of the Century
Power Play: Tesla, Elon Musk, and the Bet of the Century es el libro de Tim Higgins sobre Tesla, Inc., publicado en 2021, que se centra en la empresa mientras estaba bajo la dirección de Elon Musk. El libro no contiene ninguna entrevista con el propio Musk, sino con muchos ejecutivos anónimos actuales y anteriores de Tesla. En respuesta al libro en general, Musk tuiteó «Higgins logró hacer que su libro fuera falso *y* aburrido».

## Recepción
Star Tribune escribió que «ha hecho un trabajo excepcional [y] ha realizado una inmersión profunda en los aspectos prácticos de Tesla». El reportero de Tesla de Los Angeles Times, Russ Mitchell, revisó el libro y declaró: «He cubierto a Tesla como reportero desde 2016. Cuando Higgins escribe sobre hechos y situaciones que conozco, puedo dar fe de que siempre acierta en el botón. Si hay algún sinsentido en "Power Play", Higgins no es la fuente del mismo».
La reseñad de Publishers Weekly comentó que «Higgins ofrece una mirada profunda y equilibrada a la interacción entre la mentalidad de capa y espada de Musk de "construir el avión mientras [él] se dirigía por la pista" y la terquedad de los ingenieros y líderes veteranos de Tesla, quienes entendieron los rigores de fabricar automóviles que podrían matar personas si no funcionaban correctamente». NPR señaló que «[e]l libro presta poca atención al piloto automático de conducción autónoma, el controvertido software de conducción autónoma que Musk ha prometido durante mucho tiempo que está al borde de la perfección», pero afirma que «no es aburrido».

## Controversia sobre conversación de Tim Cook
Tras la cobertura inicial del libro, Elon Musk negó una anécdota destacada en la que supuestamente él y Tim Cook hablaban sobre la posibilidad de que Apple adquiriera Tesla.